# Emilio de La Forest de Divonne
Emilio de la Forest de Divonne (né le 7 septembre 1899 à Gaète, dans la province de Latina, dans le Latium et mort le 25 juillet 1961 à Turin) était un aristocrate italien, de la famille des La Forest Divonne, mais qui fut également un dirigeant sportif.

## Biographie
Emilio de la Forest de Divonne devient président de la Juventus en 1936, succédant à Enrico Craveri et Giovanni Mazzonis qui assurèrent l'intérim à la mort d'Edoardo Agnelli le 15 juillet 1935. Il reste en fonction jusqu'en 1941
Sous sa direction, le club ne gagne aucun titre, mais remporte tout de même la Coupe d'Italie 1937-1938. 
Mais Emilio de Divonne réussit un gros coup en 1939, en faisant venir au club l'international italien Carlo Parola, qui restera à la Juve jusqu'en 1954.
Il meurt à Turin, le 25 juillet 1961,  à l'âge de 61 ans

## Annexe